# Istoria locomotivei electrice

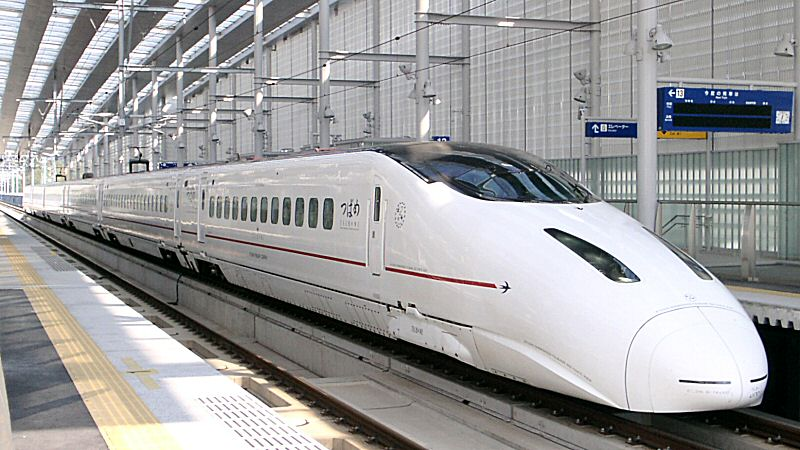
Cel mai modern tip de Shinkansen, 25 kV, 60 Hz, viteza maximă 260 km/h

Apariția locomotivei electrice, la sfârșitul secolului al XIX-lea, reprezintă un moment important in istoria transportului feroviar.
Evoluția acesteia de-a lungul secolului al XX-lea și XXI-lea a fost favorizată de avantajele pe care le ofera: facilitatea și siguranța în exploatare, puteri mai ridicate și respectarea principiilor ecologice.

## Precursori
Primul motor electric (cu magneți permanenți) a fost realizat în 1834 de fizicianul rus (de origine germană) Boris Semionovici Iakobi (1801 - 1874) . 
Această invenție a fost aplicată la tracțiunea feroviară de către mecanicul american Thomas Davenport. 
Acesta a construit în 1835 la Springfield (Massachusetts) un vagon experimental cu motor electric, care poate fi considerat strămoșul tramvaielor electrice.
În Germania abia se inaugurase prima linie feroviară cu tracțiune cu abur, când atenția publicului avea sa fie reținută, în 1840, de macheta unui tren electric cu alimentare prin baterii, inventat de Johann Philipp Wagner, mecanic în Fischbach. 
Wagner a încercat să aplice invenția pentru o locomotivă de dimensiuni normale dar a eșuat deoarece bateriile erau prea slabe.
Scoțianul Robert Davidson (1804 - 1894) realizează, în 1837, o locomotivă de 5 tone, cu două osii, ambele motoare, acționate de motoare electrice.
Modelul este expus la o expoziție de mașini electrice din Edinburgh.
Această locomotivă reușește, în 1842, să tracteze un tonaj de 6 t, cu o viteză de 6,5 km/h.
Experimente asemănătoare au fost efectuate de americanii Mose Farmer, în 1847 și Charles Grafton Page (1812 - 1868), in 1851. 
Aceștia au realizat, independent, mai multe vehicule feroviare acționate prin motoare electrice de curent continuu, alimentate prin baterii aflate la bord. 
O experiență similară a fost efectuată în 1864, la Versailles, de către francezii Louis Bellet și Charles de Rouvre. 
Aceștia au realizat un vehicul poștal cu patru roți, denumit Locomotive porte-lettre. 
Alimentarea electromotorului se realiza de la o baterie fixă printr-o a treia șina centrală. 
Aceasta invenție a făcut trecerea de la vehiculele electrice autonome (cu sursa de curent aflată la bord) la vehiculele electrice propriu-zise.
Perfecționarea mașinilor electrice de curent continuu datorată invențiilor și descoperirilor lui Antonio Pacinotti (1841 - 1912), Werner von Siemens (1816 - 1892) și Zenobe Theophile Gramme (1826 - 1901) au deschis noi perspective evoluției tracțiunii electrice. 
Au loc diverse încercari de realizare a unor linii electrificate, printre acestea figurând cele efectuate de ofițerul rus Feodor Apollonovici Piroțki (1845 - 1898) în 1876 și de către americanul Green în 1878. 
Astfel, locomotiva electrică a lui Piroțki a circulat pe o linie de 3,5 km din Sesbrorețk, iar alimentarea se făcea prin șinele de rulare.

## Prima locomotivă electrică
Data de 31 mai 1879 poate fi considerată ziua de naștere a tracțiunii electrice feroviare. 
În această zi a fost prezentată, în cadrul Expoziției industriale de la Berlin, o mică linie electrificată realizată de inginerul german Werner von Siemens. 
Din acel moment începe aplicarea în practică, mai ales la transportul de călători, a locomotivei electrice. 
Locomotiva realizată de Siemens avea numai 3 CP (2,2 kW) și atingea o viteză maximă de 7 km/h reușind să transporte 18 călători pe o linie expozițională, având un traseu circular de 300 m lungime. 
Locomotiva era alimentată cu curent continuu de 150 V prin intermediul uneia din șine și a unei a treia șină centrală. 
În patru luni de funcționare, acest trenuleț electric (ecartamentul era doar de 49 cm) a transportat peste 86.000 de vizitatori.

## Extindere
Doi ani mai târziu, în 1881, firma Siemens & Halske a pus în circulație, într-un cartier berlinez, primul tramvai electric din lume. În același an, tracțiunea electrică este introdusă și la minele de sare și potasiu de la Zuckerode (Germania). 
Tramvaiul electric este introdus în diverse orașe europene: Paris (1881), Charlottenburg (Germania, în 1882), Mödling-Hinterbrühl (Austria, în 1884) și Offenbach (Frankfurt pe Main, în 1884).

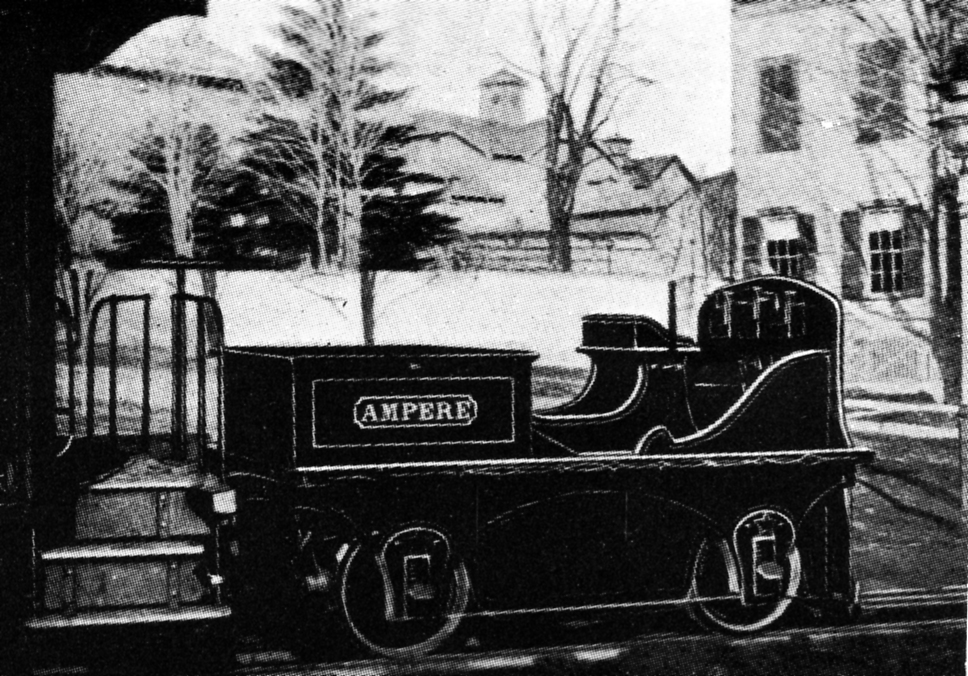
Ampère, locomotiva electrică miniatură realizată de Leo Daft

În SUA, printre pionierii tracțiunii feroviare putem menționa: Thomas Alva Edison (1847 - 1931), Stephen D. Field și Leo Daft (1843 - 1922). Astfel, în 1880 prima locomotivă electrică americană a fost realizată după proiectele lui Edison. 
Curentul electric era preluat prin șina de rulare.
În 1883, societatea americană Electric Railway Company realizează o locomotivă electrică ce putea remorca un singur vagon cu 16 locuri. 
Aceasta a fost expusă în Chicago și Louisville. 
În 1883, pe linia Saratoga & Mount Mac Gregor Railroad a fost introdusă o locomotivă electrică de 12 CP (8,8 kW), realizată după planurile lui Leo Daft. 
Aceasta putea remorca un vagon de călători de 68 de locuri și 10 tone, cu o viteză maximă de 13 km/h. 
Pe 26 august 1885 și linia supraînalțată de metropolitan din New York a fost înzestrată cu o locomotivă electrică, denumită Ben Franklin, al cărui autor a fost același Leo Daft. 
În perioada 1890 - 1892, are loc o extindere a aplicării tracțiunii electrice în cadrul liniilor ferate americane (tracțiunea cu abur pierde teren), dar și al tramvaielor electrice.
Începând cu 4 august 1895, Baltimore & Ohio Railroad, introduce în exploatare linia de contact aeriană, alimentarea fiind cu curent continuu de 675 V. 
Primele linii ferate electrificate europene au fost Sissach - Gelterkinden și Gütschalp - Mürren din Elveția, inaugurate în 1891.
Liniile funcționau cu curent continuu și aveau ecartament îngust. 
Prima linie europeană electrificată cu ecartament normal a fost tot în Elveția și anume Burgdorf - Thun, inaugurată în 1899. In acest caz, s-a adoptat alimentarea cu curent alternativ trifazat: 750 V și 40 Hz.

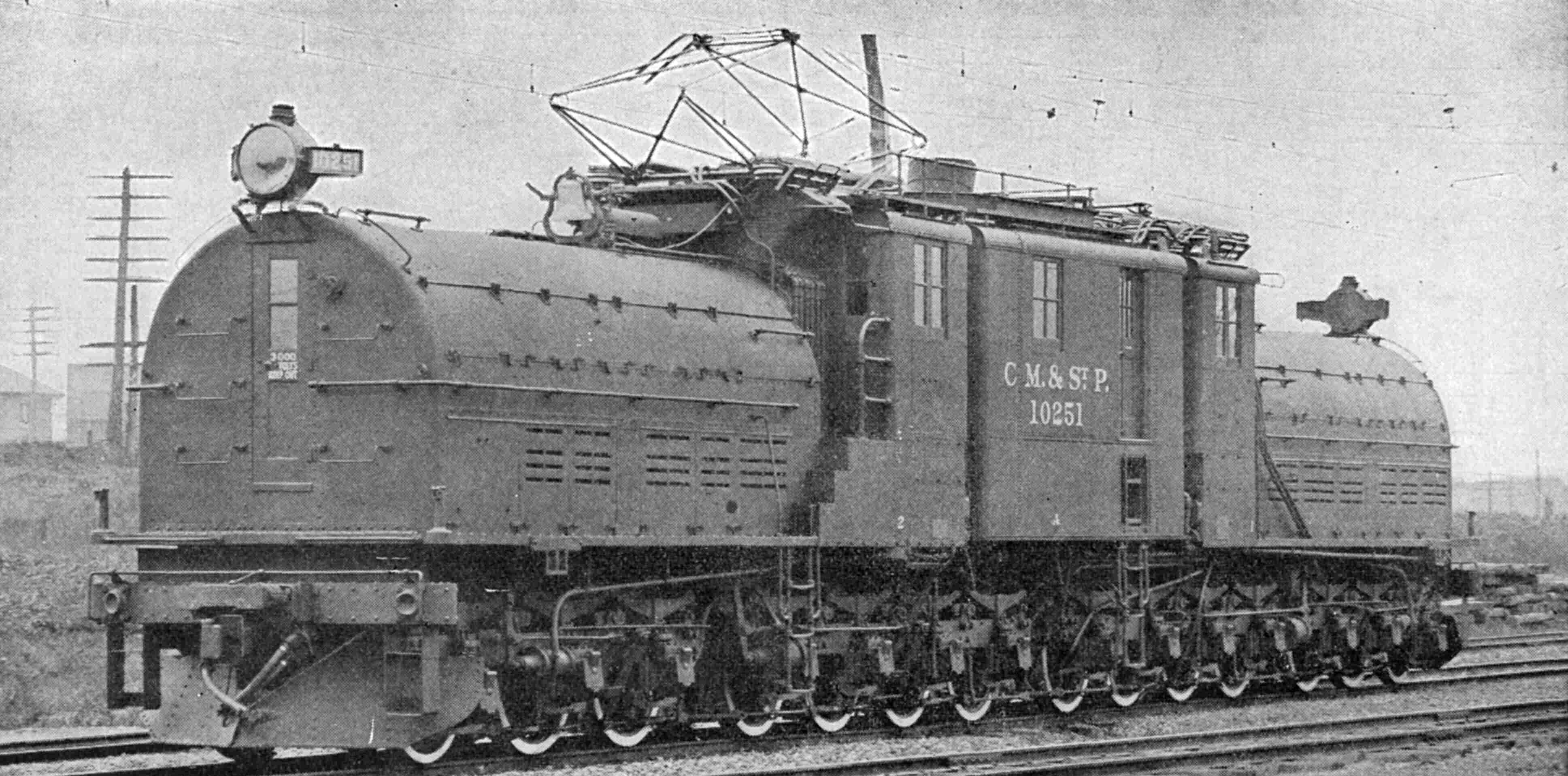
Locomotivă electrică americană a companiei Milwakee Road, 3.000 V, curent continuu, 1961

## Curent alternativ sau continuu?
Apariția rețelelor de curent alternativ trifazat a condus la o împărțire a părerilor privind modalitatea de alimentare a căilor ferate electrificate.
În afară de electrificarea cu curent continuu, s-au adoptat și variantele: 
- 6 kV si 15 Hz sau 25 Hz: Germania
- 15 kV si 16,66 Hz: Elveția
- 3,4 kV si 15 Hz: Italia

Pentru stabilirea unui sistem unitar de alimentare electrică, au avut loc congresele internaționale feroviare la Berna (1910) și Torino (septembrie 1911). 
Din nefericire, problema n-a putut fi rezolvată, subliniindu-se că fiecare sistem are avantajele și dezavantajele sale. 
Totuși, in 1912, administrațiile feroviare din Germania, Austria, Elveția, Suedia și Norvegia s-au pus de acord și au adoptat sistemul cu tensiunea de 15 kV și frecvența de 16,66 Hz. 
În SUA se menține, și după Primul Război Mondial, sistemul de alimentare cu curent continuu de 3 kV. 
Acest model (și cu varianta de 1,5 kV) este urmat și de unele țări europene: Franța, Belgia, Marea Britanie, Olanda, Rusia, Spania. Chiar și Italia, care utilizase curentul alternativ, se îndreaptă către această soluție. 
Disputa dintre cele două mari sisteme de electrificare a durat aproape o jumătate de secol, până când, prin anii 50', a apărut un al treilea, și anume cel monofazat de 25 kV și frecvența industrială, de 50 Hz, care, în cele din urmă câștigă competiția, avantajele sale bucurandu-se de cea mai largă recunoaștere internațională. 
În 1960, această soluție a fost adoptată și de rețeaua CFR.

### Curentul alternativ trifazat
Primele încercări de utilizare a acestei soluții datează încă din 1892, fiind efectuate de firma Siemens & Halske la Charlottenburg. 
Aceeași firmă realizează și prima locomotivă electrică cu o astfel de alimentare, în 1898. 
Această locomotivă avea 16 tone, viteza maximă de 60 km/h și puterea 176 kW. 
Alte firme care au contribuit la dezvoltarea tracțiunii feroviare în curent alternativ trifazat sunt: Brown Boveri & C. SA Baden și Ganz din Budapesta. 

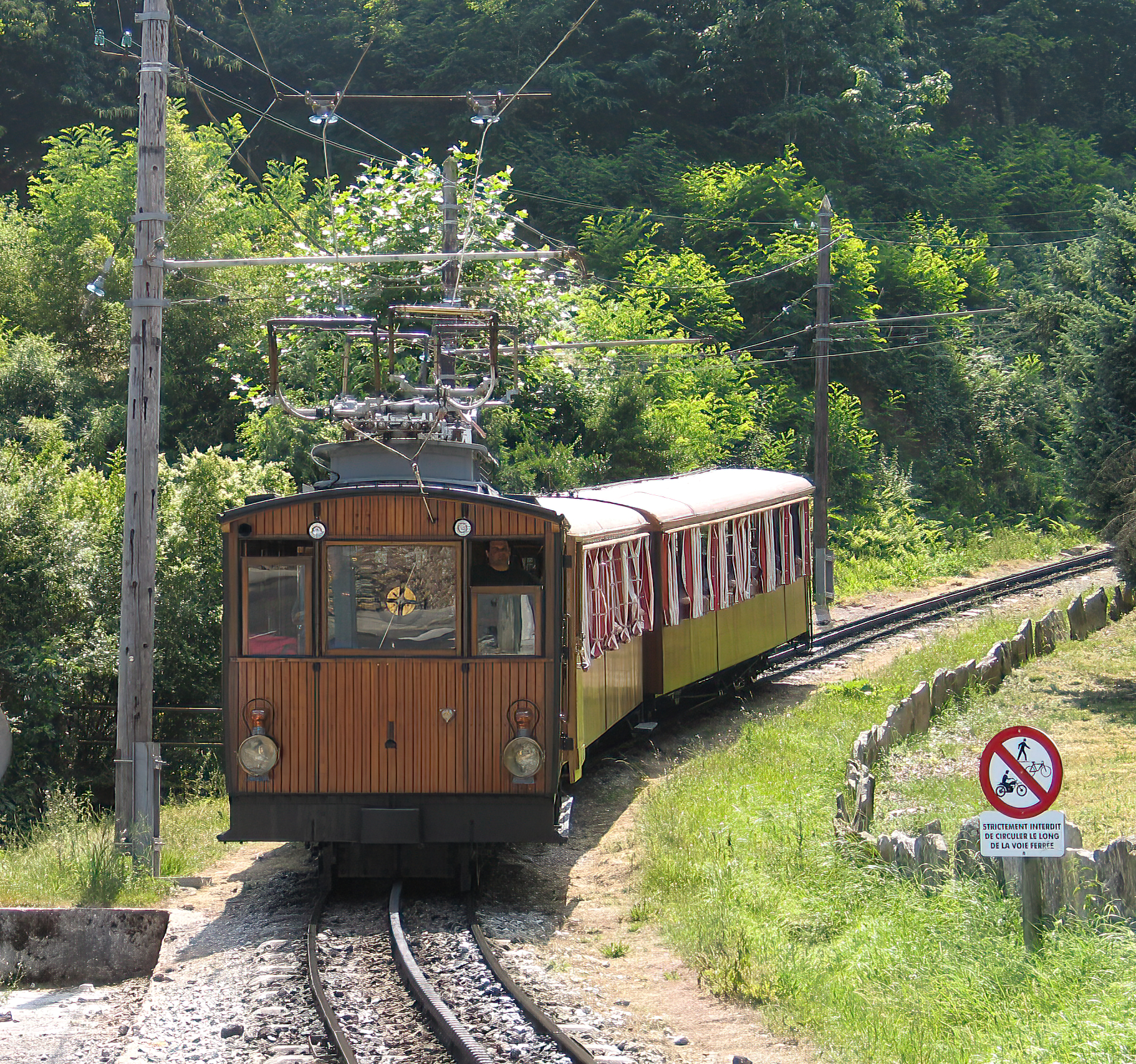
Alimentare prin linie de contact cu două fire (a treia fază fiind linia ferată) în La Rhune, St-Jean-De-Luz, Franţa

Unul dintre cele mai celebre tronsoane feroviare cu o astfel de alimentare este linia Valtellina, aflată în partea nordică a țării, la poalele Alpilor. 
Aceasta a fost dată în exploatare la 15 octombrie 1902. 
Alimentarea se realiza prin două fire aeriene, a treia fază fiind cuplată la calea de rulare. 
Tensiunea era de 3,4 kV iar frecvența de 15 Hz. 
Materialul rulant motor se compunea din locomotive electrice și automotoare electrice. 
Locomotivele electrice, construite in 1902, erau prevăzute cu patru motoare cu o putere de 440 kW si atingeau 35 km/h. 
Automotoarele aveau aceeași putere, în schimb puteau atinge 60 km/h. 
În 1904, firma Ganz a realizat un nou model de locomotivă electrică pentru Valtellina. 
Aceasta avea 600 kW și putea atinge o viteza mai mare: 70 km/h.
Sistemul trifazat a fost extins și pe alte linii din nordul Italiei, astfel că, în 1918, 84 % din liniile ferate italiene erau electrificate.
Una din firmele italiene care a adus o contribuție semnificativă în domeniul transportului feroviar electrificat este Italiana Westinghouse. 
Aceasta a produs, după licența Ganz, partea electrică a locomotivelor electrice. 
Dintre cele mai notabile astfel de vehicule feroviare se remarcă: 
- locomotiva F.S.-E-330, tip 1-C-1, realizată prima dată în 1912, denumită Il Cammello. Avea o putere de 2.000 kW și putea ajunge la 100 km/h.
- F.S.-E-431.037, tip 1-D-1, utilizată în perioada 1924 - 1976.
- F.S.-E-432'', tip 1-D-1, cea mai puternică locomotivă de curent alternativ trifazat: 2.600 kW, viteza maximă 100 km/h.

După cel de-al Doilea Război Mondial, rețeaua feroviară de curent alternativ trifazat din Italia a fost înlocuită cu sistemul de curent continuu de 3 kV.
În Germania, rezultate spectaculoase s-au obținut pe linia experimentală Marienfelde - Zossen (lângă Berlin), unde s-a utilizat un tren electric automotor realizat de Siemens & Halske și A.E.G.. 
Spre deosebire de situațiile anterioare, unde a treia fază o constituiau șinele, la această cale ferată linia de contact era alcătuită din trei fire amplasate la nivele diferite. 
La 27 octombrie 1903, această ramă electrică a atins o viteză-record de 210,2 km/h. 
Cu toate performanțele obținute, Germania nu a adoptat acest sistem de alimentare, optând ulterior pentru alimentarea cu curent alternativ monofazat sau continuu.
Alte rețele de căi ferate care au utilizat alimentarea cu curent alternativ trifazat: 
- sudul Spaniei: tronsonul Gergal - Santa Fé, electrificat în 1911: prima linie de cale ferată electrificată din Spania; ulterior acest tronson a fost prelungit;
- liniile companiei americane General Electric, din statul Washington

### Curentul continuu
Acesta a fost cel mai vechi sistem de alimentare pentru tracțiunea electrică feroviară. 
Se utilizau substații de transformare alimentate la sistemul energetic trifazat de 50 Hz. 
Transformat de la înaltă tensiune, 110 kV, la 1.500 V, curentul alternativ era transformat în curent continuu cu ajutorul unui grup rotativ motor-generator. 
Linia de contact furniza o tensiune de alimentare de la 550 V până la 4.300 V. 
Ulterior, aceasta s-a standardizat la valorile: 750 V utilizată la tramvaie, 1.500 V și 3.000 V pentru liniile feroviare. 
Astfel, țări ca Franța, Spania, Olanda, Japonia, Anglia, Suedia, Australia ș.a. mai utilizeaza și astăzi tensiunea de 1,5 kV, iar cea 3,3 kV este utilizată în unele zone ale fostei URSS.
În România, tensiunea de 750 V, curent continuu, este utilizată la tramvaie și troleibuze, la unele linii miniere și la cele cu ecartament îngust. 
Printre cele mai celebre locomotive de curent continuu figureaza cele franceze din seriile SNCF-C.C.-7100 si SNCF-B.B.-9000. 
La 12 februarie 1954, locomotiva C.C.-7121 a atins 243 km/h, record mondial de viteză al acelei epoci, pentru tracțiunea feroviară clasică. 
Recordul a fost modificat la 331 km/h, la 28 martie și 29 martie 1955 de locomotivele C.C.-7107 si B.B.-9004. 
Acest ultim record mondial s-a menținut până la 26 februarie 1981, când trenul automotor francez T.G.V. atinge 380 km/h.

### Curentul alternativ monofazat de frecvență joasă

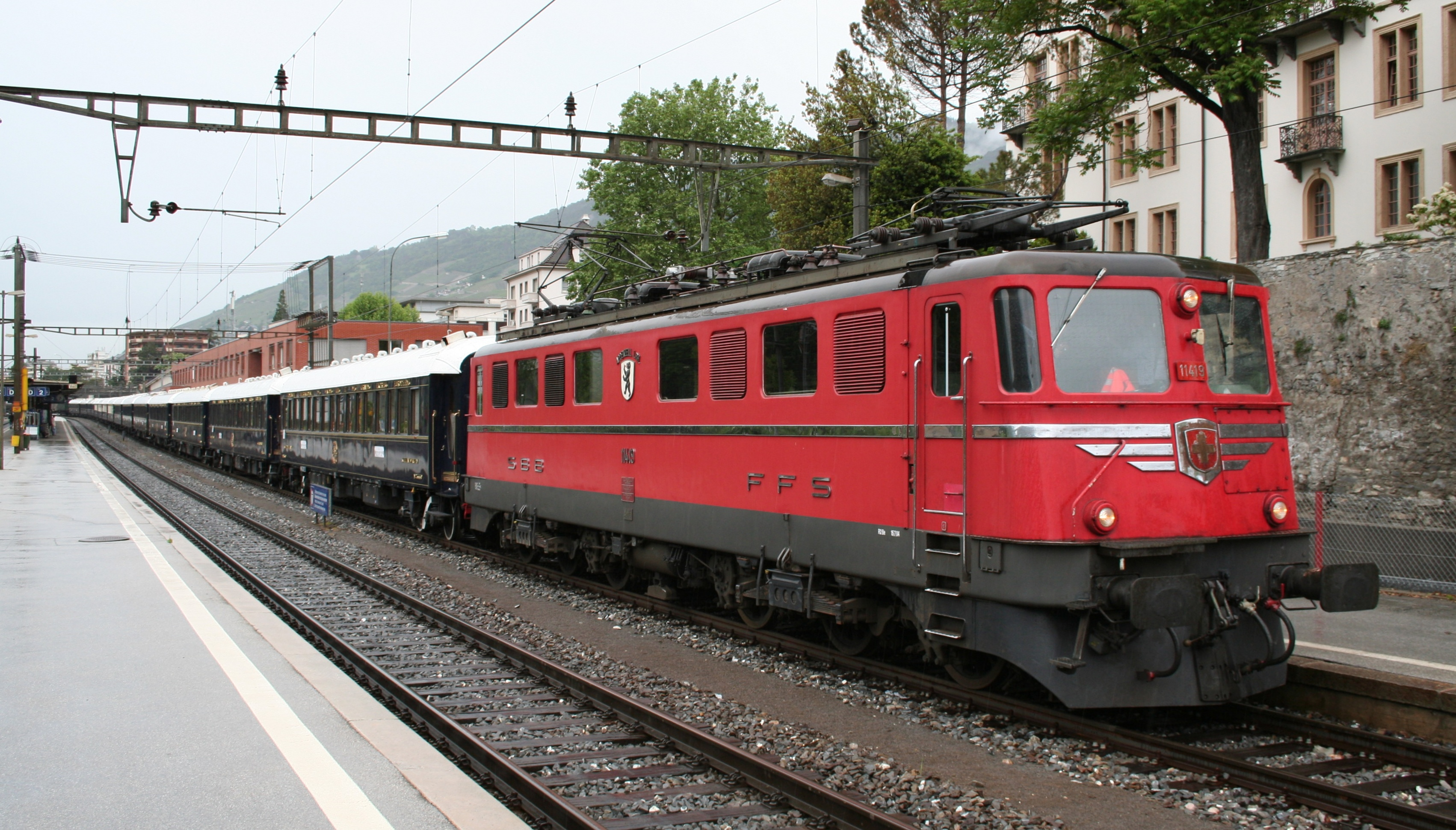
Locomotivă elveţiană Ae 6/6 fabricată de SLM Winterthur ce utilizează curent alternativ de 15 kV și 16,66 Hz

Acest sistem de alimentare, mai ales cu varianta standard cu tensiunea 15 kV și frecvența 16,66 Hz, este utilizat și astăzi în Elveția, Austria, Germania, Norvegia, Suedia și SUA. 
Substațiile de tracțiune efectuează nu numai transformarea tensiunii (de la 110 kV la 1,5 kV, 11 kV sau 15 kV), ci și a frecvenței (de la 50 Hz la 16,66 Hz).
Pentru aceasta se folosește, în afară de transformator coborâtor de tensiune, și un agregat rotativ: motor trifazat + generator sincron monofazat.

#### Germania

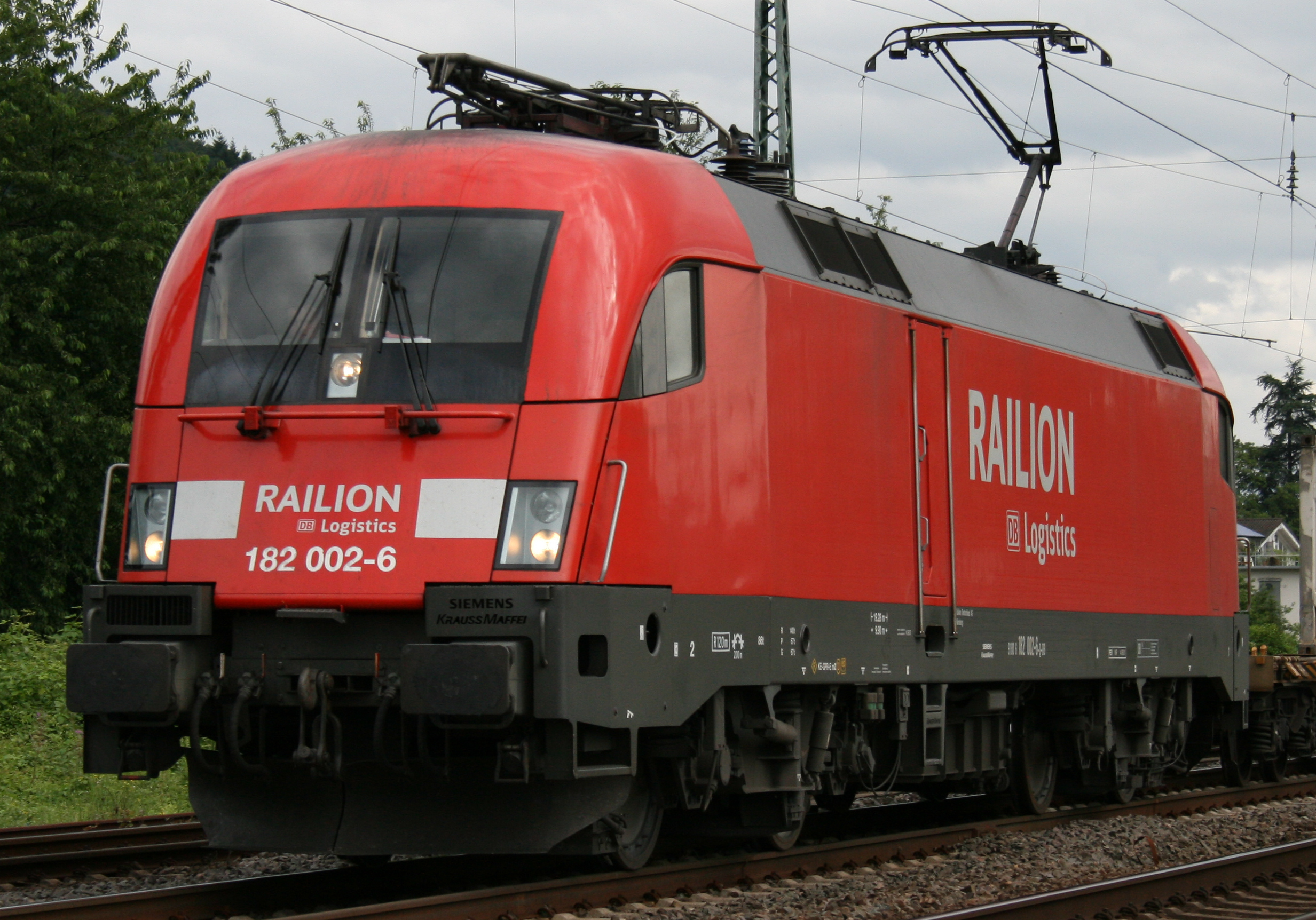
Locomotiva germană TAURUS, realizată de Siemens

Primele experiențe au fost efectuate în Germania, în 1905, prin construirea, de către firma Siemens-Schuckert-Werke (SSW), a unei locomotive cu două osii motoare, alimentată la 5,5 kV și 15 Hz și care a fost utilizată pe linia Murnau - Oberammergau. 
Aceeași firmă construiește un al doilea tip de locomotivă în 1907 care a funcționat pe linia prusacă din zona Oranienburg (6 kV și 25 Hz). 
De asemenea și în Elveția, în această perioadă, se utilizează locomotive de curent alternativ monofazat și frecvență joasă, pe linia experimentală Seebach - Wettingen. 
Toate aceste realizări încurajează Căile Ferate Prusiene să efectueze electrificarea liniei Blankenese - Altona - Hamburg - Ohlsdorf, dată în exploatare în 1907, echipamentul electric fiind furnizat de firmele SSW și AEG.
Dar prima electrificare mai importantă pe teritoriul Germaniei a fost cea a tronsonului Magdeburg - Halle din perioada 1910 - 1922. 
S-a utilizat alimentarea cu curent monofazat de 10 kV si 15 Hz.
Materialul rulant motor consta din locomotive-prototip construite de firmele germane AEG, SSW și Bergmann EW.
Tipurile de locomotive utilizate: 

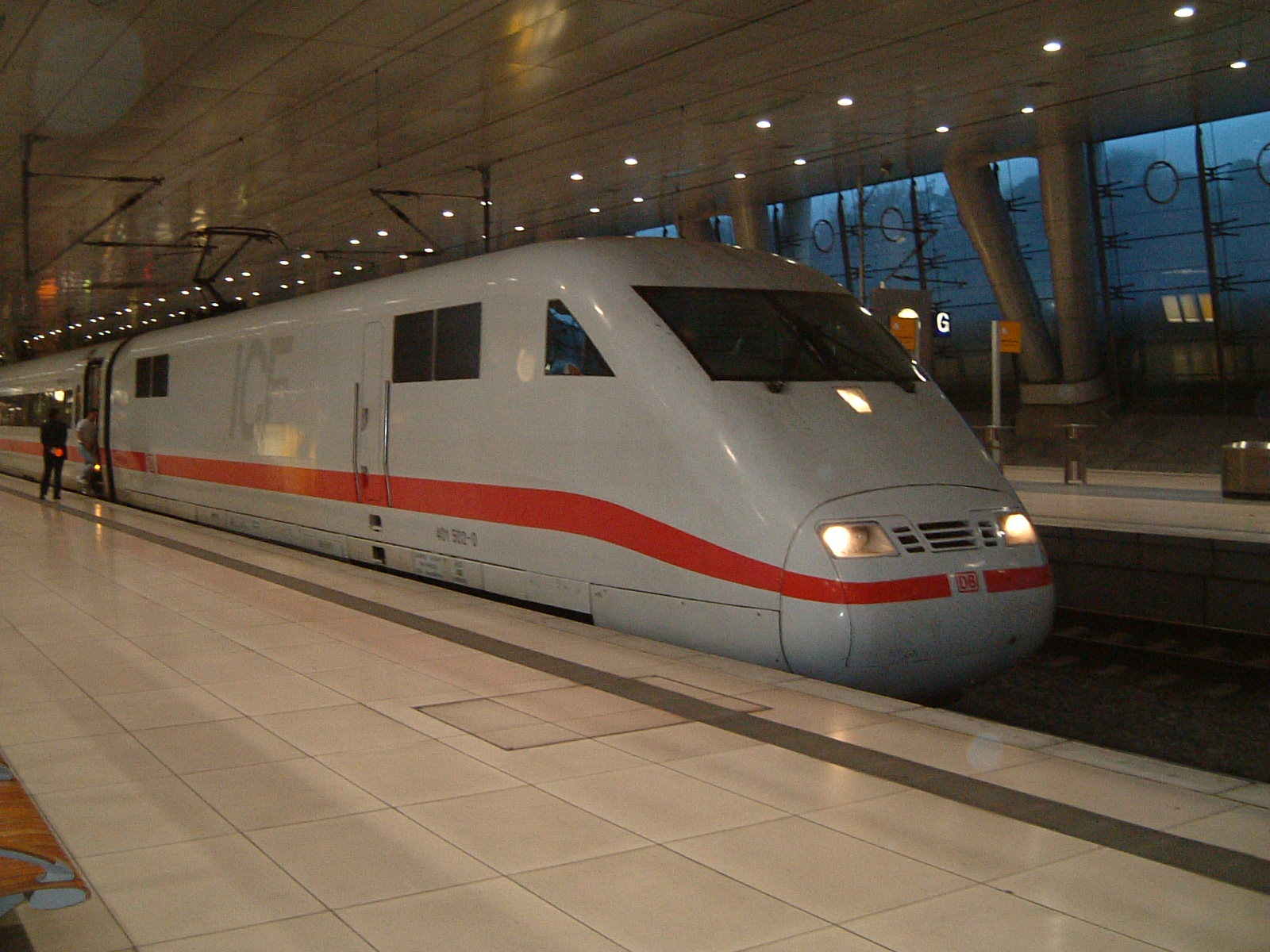
Intercity Express ICE, aflat în dotarea liniilor ferate germane,. 15 kV, 16,7 Hz, viteza max. 280 km/h

- 2-B-1 pentru trenuri accelerate; acestea aveau o viteză maximă de 110 - 130 km/h, putere 1.000 - 1.500 CP;
- 1-C-1 pentru trenuri personale
- 1-D-1 pentru serviciu mixt
- D pentru trenuri de marfă, greutatea totală de 63 tf, putere 662 kW

În perioada 1912 - 1913, se încheie diverse convenții între administrațiile de cale ferată ale statelor germane (Prusia, Bavaria, Baden) și ale altor țări ca: Austria, Elveția, Suedia și Norvegia, în urma cărora se adoptă ca sistem de alimentare curentul monofazat de 15 kV și 16,67 Hz.
Curentul altenativ monofazat de 16,66 Hz este utilizat și de trenurile de mare viteză Intercity. 
Se utilizeaza rame electrice cu un profil aerodinamic. 
În epoca actuala, un astfel de tren depășeste 300 km/h. 
Principalele rute pe care se utilizeaza tracțiunea de mare viteză sunt: 
- München - Stuttgart - Duisburg;
- München - Köln - Hanovra;
- Hamburg - Frankfurt - Basel.

#### Austria
Prima electrificare în curent monofazat s-a efectuat în Tirol pe linia Innsbruck - Fulpmes (1904) - prima linie ferată europeană alimentată cu curent alternativ monofazat. 
La început s-a utilizat 2,5 kV și 42 Hz, ulterior s-a trecut la 3 kV și 50 Hz. 
O a doua linie electrificată cu curent monofazat în Austria este Mariazeller-Bahn, situată în zona înalta alpină și având ecartament îngust. 
Locomotivele utilizate erau de tip C-C, adică aveau două boghiuri a câte trei osii motoare. 
În 1912 se efectuează electrificarea liniei Pressburger - Bahn, care lega orașele Viena și Bratislava. 
Pentru trenuri de marfă se utilizau locomotive de tip 1-C, iar pentru cele de călători de tip 1-B-1. 
La construcția acestor locomotive și-au adus aportul firmele: AEG (partea electrică) și cea austriacă Floridsdorfer Lokomotivfabrik (partea mecanică). 
După Primul Război Mondial are o loc o extindere a electrificării căilor ferate austriece, astfel că, la sfârșitul anului 1928, lungimea totala a rețelei electrificate ajunge la 621 km.

#### Elveția

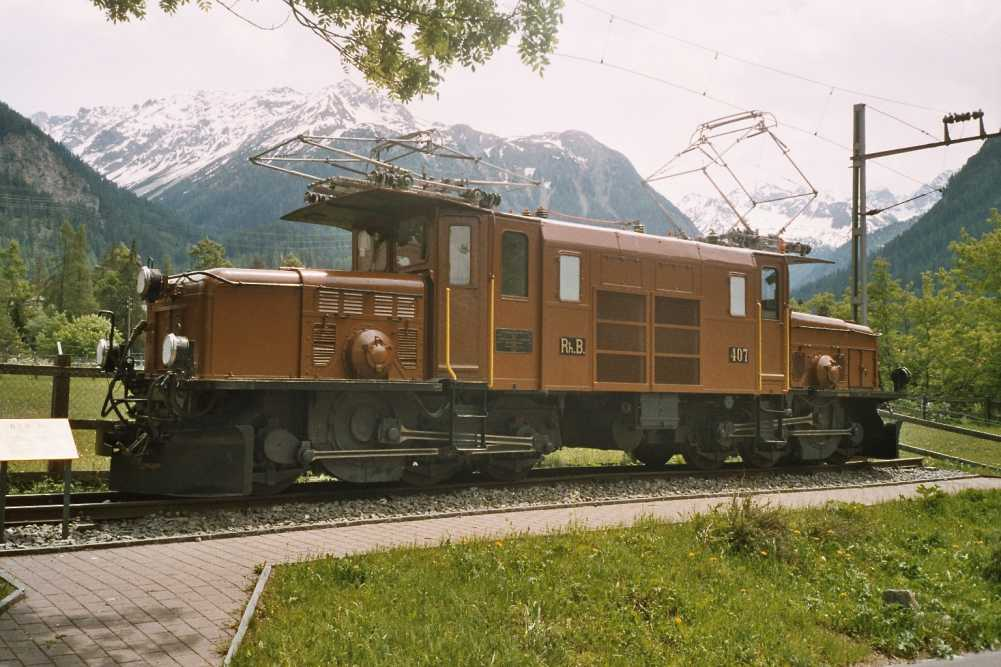
Locomotiva numită Crocodil

Beneficiind de o bogată rețea hidrografică și implicit de o mulțime de centrale hidroelectrice, Elveția a fost prima țară din lume care a întocmit un program general de electrificare a rețelelor feroviare, atât de stat, cât și particulare. 
În 1928, s-au electrificat 55 % din rețeaua feroviară, iar în 1982, liniile electrificate elvețiene însumau 4.964 km. 
La 28 martie 1903 s-a constituit o comisie tehnică pentru stabilirea modalității de alimentare electrică. 
O contribuție însemnată au adus-o profesorul W. Wyssling și inginerul Emil Huber Stockar (1865 - 1939). 
S-a adoptat alimentarea cu curent monofazat de 15 kV și 50 Hz, iar din 1905 s-a trecut la 16,66 Hz.
Prima locomotivă experimentală, de tip B-B, denumită locomotiva cu convertizor a fost dată în exploatare în noiembrie 1904. 
Grupul de transformatoare de pe locomotivă coborau tensiunea curentului de la 15 kV la 700 V, care apoi era transformat, de un convertizor, în curent continuu de 600 V, utilizat de cele două motoare ale locomotivei, fiecare având 183 kW. 
Mai târziu, în 1906 , s-a mai construit un alt tip de locomotivă cu motoare cu alimentare directă, renunțându-se la convertizor. 
În 1912 , comisia elvețiana de electrificare, în urma altor cercetări efectuate, a stabilit că este mai rentabilă opțiunea cu 15 kv si 16,66 Hz. 
Astfel, pe linia Lötschberg - Bahn s-a introdus o locomotivă de tip 1-E-1, de 1.838 kW, cea mai puternică locomotivă electrică din acea perioadă. 
Aceasta avea o greutate în serviciu de 105 tf, lungimea între tampoane de 16 m și o viteză maximă de 75 km/h. 
Cele cinci osii motoare erau cuplate prin biele orizontale.
O atenție deosebită s-a acordat liniilor din zona Saint Gothard, fiind vorba de trasee dificile: declivități mari, curbe numeroase, tuneluri elicoidale etc. 
Aici fusese introdusă tracțiunea cu abur încă din 1882. 
În perioada 1919 - 1920, pe linia Saint Gothard s-a introdus tracțiunea electrică. 
Printre cele mai celebre locomotive introduse aici se numără cele denumite Krokodillokomotiven. 
Acestea aveau o lungime totală de 19,2 m (între tampoane), 107 tf, viteza maximă de 65 km/h și puterea de 1.650 kW. 
Tot pentru aceasta linie dificilă s-au construit, în perioada 1931 - 1940, locomotive electrice de mare putere care să inlocuiască dubla sau tripla tracțiune electrică folosita până atunci. 
S-a ajuns la puteri de la 5.500 kW până la 8.899 kW (în 1940) , având de-a face cu cele mai puternice locomotive din lume ale acelei perioade. 
Recordul a fost depășit când, în 1939, a fost dată în exploatare locomotiva Ae-8/14 de tip (1-Bo-1-Bo-1)+(1-Bo-1-Bo-1), care avea 12.100 CP, cea mai puternica locomotiva din lume. 
Aceasta a fost utilizata pentru traseul Saint Gothard în perioada 1940 - 1971. 
Avea dimensiuni enorme, lungimea între tampoane de 34 m și o greutate de serviciu de 235,7 tf. 
Era înzestrată cu 16 motoare electrice, care, în regim de durată (adică la o viteză de 77 km/h) dezvoltau o putere totală de 7649 kW (10.400 CP). 
Viteza maximă era de 110 km/h. 
Printre alte modele deosebite de locomotive electrice elvețiene se remarcă cele din seria Re-6/6, considerate printre cele mai puternice și mai moderne locomotive din lume. 
Acestea erau utilizate la remorcarea trenurilor de marfă pe trasee dificile. 
Printre caracteristici, menționăm: putere 7.796 kW (10.600 CP), viteza maximă 140 km/h, tonaj maxim remorcat de 800 tf.

#### Franța
Sistemul monofazat de joasă frecvență (12 kV și 16,66 Hz) a fost utilizat în Franța în perioada premergătoare Primului Război Mondial, în zona sudică pe liniile companiei Midi, linii electrificate în perioada 1910 - 1917. 
Succesele obținute în SUA cu sistemul de alimentare în curent continuu au determinat ca intreaga rețea feroviară franceză să treacă la aceasta obțiune, curent continuu de 1,5 kV.

#### Olanda
Varianta 10 kV, 16.66 Hz a fost utilizată pe traseele Amsterdam - Haarlem (electrificată în 1904) și Rotterdam - Haga (1908), dar numai pentru o scurtă perioadă. 
După Primul Război Mondial se revine la sistemul francez: curent continuu de 1,5 kV.

#### Suedia

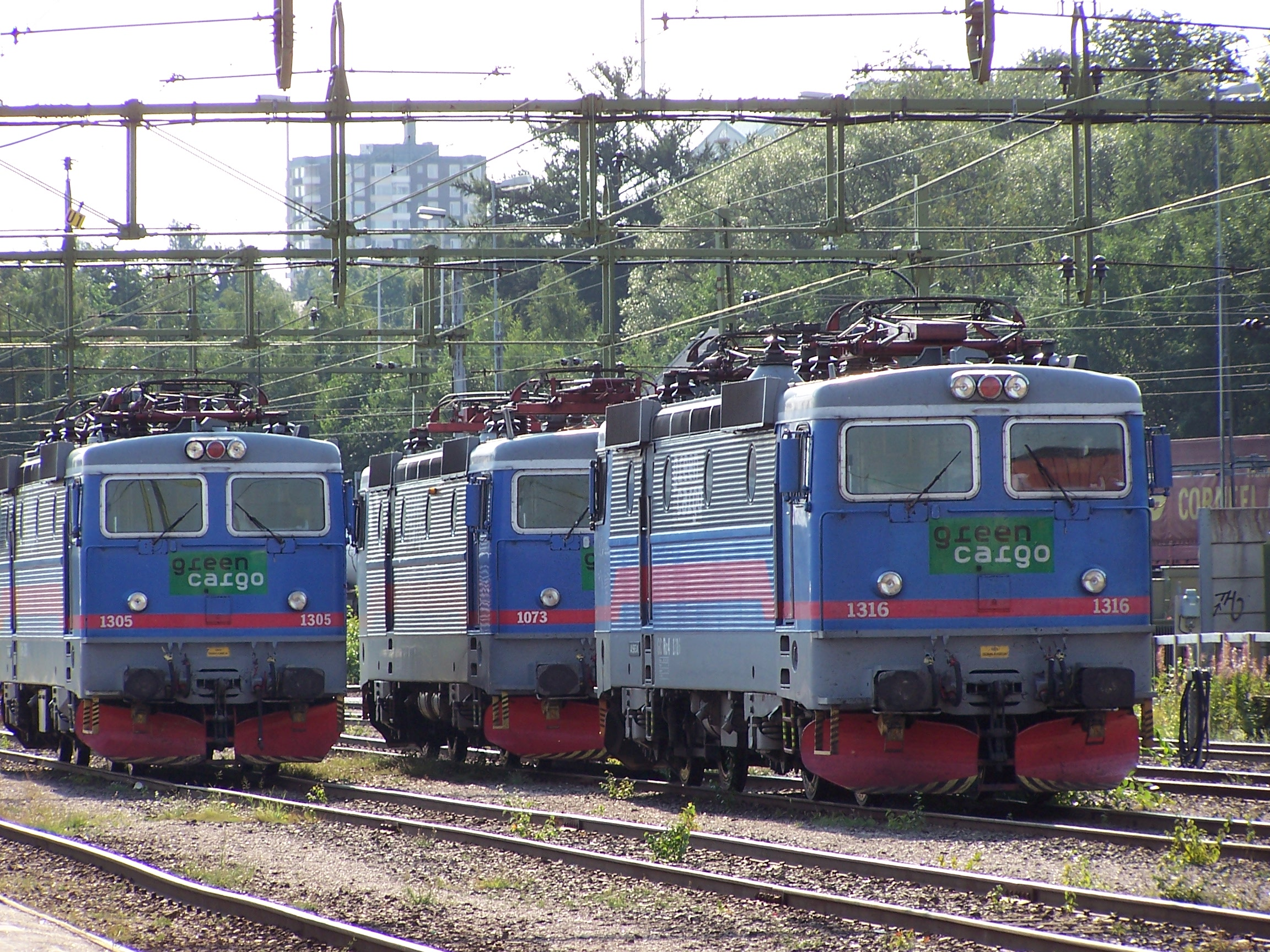
Locomotive suedeze cu motoare cu curent continuu; redresarea curentului alternativ se efectuează cu ajutorul tiristoarelor

Aici, sistemul electric monofazat, de joasă frecvență (12 - 20 kV, 25 Hz) s-a introdus prima dată în 1905 pe unele linii scurte. 
În 1920 se dă în funcțiune linia electrificată Lulea - Narvik (curent monofazat de 15 kV și 16,66 Hz), ce unește Suedia cu Norvegia, linie lungă (480 km) și dificilă deoarece traverseaza Cercul Polar de Nord. 
Un alt tronson electrificat important este Stockholm - Göteborg (458 km), dat în exploatare în 1925 și unde s-a utilizat același tip de alimentare (15 kV, 16,66 Hz).
În ultimele decenii ale secolului al XX-lea au intrat în exploatare traseele de mare viteză: 
- 1986: Stockholm - Göteborg;
- 1992: Stockholm - Malmö;
- 1994: Stockholm - Sundsvall.

Toate aceste trasee vor fi parcurse cu peste 200 km/h.

#### SUA
Primele experiențe privind utilizarea curentului alternativ monofazat au fost efectuate de George Westinghouse (1846 - 1914) 
Prima linie ferată americană, exploatată în sistem monofazat, a fost Baltimore - Washington - Annapolis, dată în funcțiune în 1906 cu varianta 11 kV, 15 Hz, locomotivele fiind construite de firmele: Westinghouse Electric Corporation (partea electrică) și The Baldwin Locomotive Works (partea mecanică). 
Acest sistem de alimentare a fost preluat și de companiile: New York - New Haven & Hartford R.R., Indianpolis & Cincinnati Traction și Central Illinois Construction. 
Firmele mai sus menționate au construit, în 1935, celebrele locomotive electrice:
- tip 2-Co-Co-2, printre care rămân în istorie cele denumite Legislator și Congressional. Acestea erau utilizate la remorcarea tenurilor rapide și de călători, aveau 12 motoare electrice, o greutate în serviciu de 214 tf și o viteză maximă de 160 km/h.
- tip 2-Bo-2, greutate totală de 140 tf și o forță de tracțiune de 15 tf.

În 1948,

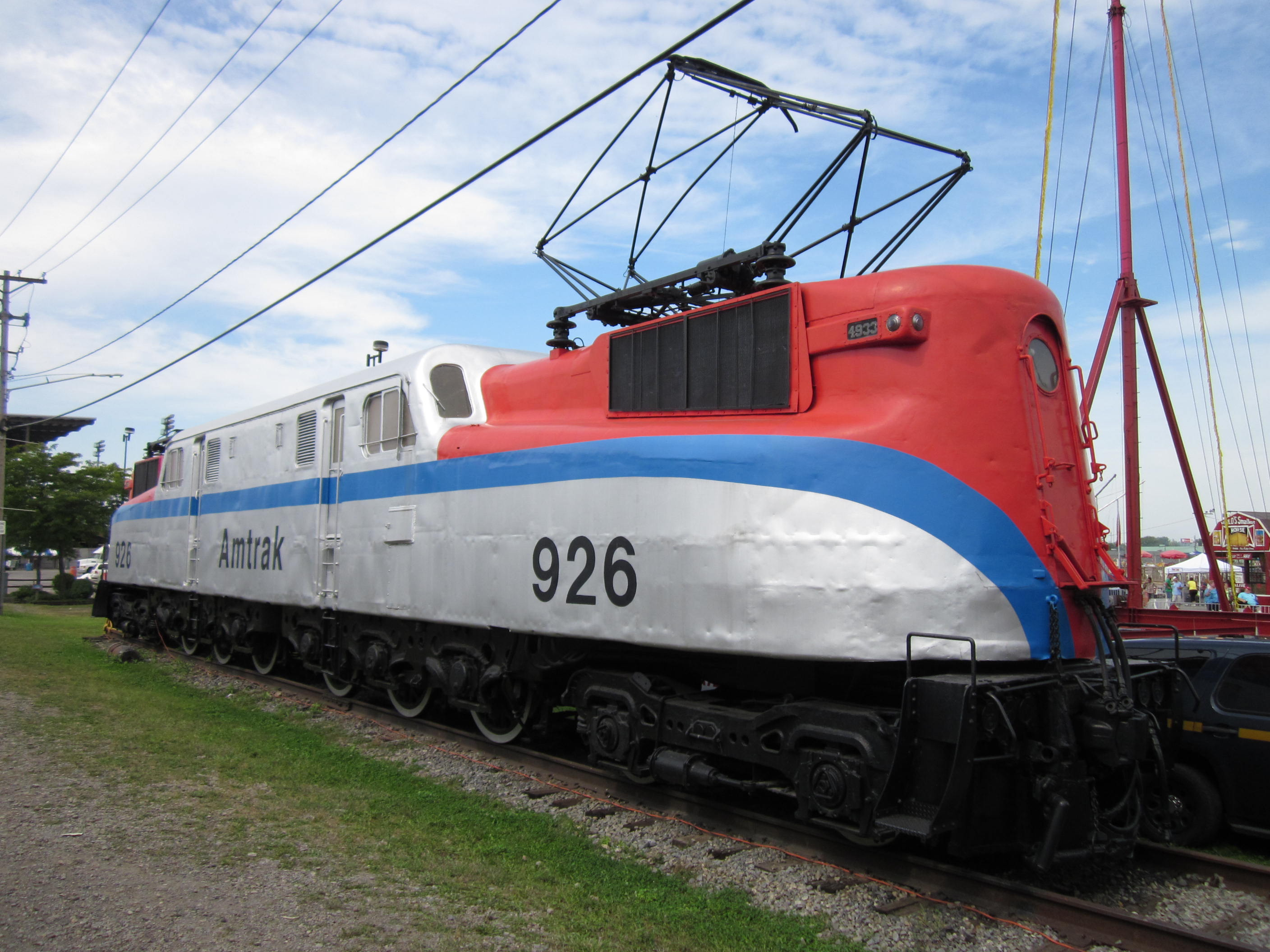
Locomotivă electrică GG1

 au fost introduse, pe liniile companiei Great Northern R.R., primele locomotive moniofazate americane cu aderență totală. 
Aveau formula osiilor Bo-Do-Bo-Do și proporții impresionante: greutate totală de 320 tf și putere 3677 kW (5.000 CP). 
O altă realizare importantă o constituie trenurile automotoare de mare viteză, Metroliners, exploatate pe linia New York - Washington.
Acest traseu este parcurs cu o viteză medie de peste 100 km/h (maxima depășind 170 km/h) iar, mai recent, viteza de exploatare a depășit 200 km/h.

### Curentul altenativ monofazat de frecvență industrială
Acest sisteme are astăzi cea mai largă utilizare. 
Tensiunea se afla în gama 16 - 25 kV, iar frecvența 50 Hz. 
Avantajele acestei variante:
- alimentarea substațiilor de transformare se efectuează direct din sistemul energetic național al țării respective;
- tensiunea ridicată din firul de contact permite o secțiune mai redusă a acestuia (150 - 200 mm2) și la un număr mai mic de substații de tracțiune (la interval de 50 - 70 km);
- substațiile de tracțiune au o construcție mai simplă (nemaifiind necesare redresoare sau convertizoare de frecvență).

S-au experimentat mai multe tipuri de locomotive: 
- locomotiva mono-trifazată: curentul monofazat de la rețeaua de contact este convertit în curent trifazat prin utilizarea unui grup motor-generator, motoarele locomotivei fiind trifazate: 
  - sistem Ganz - Kandó (utilizat mai ales la liniile maghiare)
  - sistem Ward - Léonard (utilizat la liniile franceze)
- locomotiva cu motoare monofazate (sistem Krupp, utilizat mai ales în Germania)
- locomotiva mono-continuă; având motoare de curent continuu, utilizeaza un grup convertizor format dintr-un motor monofazat (sincron sau asincron) cuplat la un generator de curent continuu (utilizat în Franța)
- locomotiva mono-continuă cu agregat convertizor de tip static.

În acest caz se folosesc redresoare cu vapori de mercur;

#### Sistemul Ganz - Kandó
În perioada de după Primul Război Mondial, firma budapestană Ganz, cu contribuția inginerului maghiar Kálmán Kandó, studiaza utilizarea pentru tracțiunea feroviară a curentului monofazat de 50 Hz. 
S-a utilizat tensiunea de 16 kV cu care s-a electrificat linia Budapesta - Dunakeszi - Alag, unde, pe 31 octombrie 1923, s-a experimentat o locomotivă-prototip cu cinci osii cuplate prin biele (adică tip E). 
Locomotiva avea o greutate aderentă de 79 tf, puterea în regim stabil de 1.980 kW (2.700 CP) și atingea o viteză maximă de 66 km/h.

#### Sistemul Ward - Léonard
Dacă la sistemul Ganz - Kandó, variația frecvenței curentului de alimentare se făcea discontinuu, în cazul sistemului francez, denumit și Ward - Léonard, reglarea frecvenței este continuă. 
În perioada 1954 - 1960, s-au construit 20 de locomotive de tip Co-Co, care să funcționeze pe baza acestui sistem. 
Locomotivele erau echipate cu șase motoare asincrone trifazate, aveau 126 tone, viteza maximă 60 km/h și puterea de 3.032 kW (4.120 CP). 
Acest sistem a fost preluat și de Ungaria, unde, în perioada 1956 - 1962, s-au construit 50 de locomotive de tip Bo-Bo.
Acestea aveau 75 tone, 1.480 kW (2.000 CP), viteza maximă de 80 km/h și o forță de tracțiune de 26 tf. 
Cu timpul s-a renunțat la acest sistem datorită apariției locomotivelor cu redresoare statice (cu diode și tiristoare).

#### Locomotiva cu motoare monofazate de 50 Hz
Aceasta a fost construită încă de la începutul secolului al XX-lea și introdusă în cadrul primei linii europene electrificate în curent monofazat, Innsbruck - Fulpmes, dată în exploatare la 1 august 1904. 
Problemele aduse de motoarele de 50 Hz au condus renunțarea la acest tip și alegerea opțiunii de alimentare cu frecvență joasă (16,66 Hz). 
Cercetările asupra electromotoarelor monofazate de 50 Hz au fost reluate după cel de-Al Doilea Război Mondial de către firma germană Fried. Krupp. A.G.. 
Prin contribuția lui Dr. Schön, aceasta firma a reușit, în perioada 1924- 1925, să creeze un astfel de motor și, o dată cu acesta, prima locomotivă modernă cu motoare monofazate de 50 Hz. 
Locomotiva, de tip Bo-Bo, a fost pusă în exploatare în 1936 pe linia Höllentalbahn din munții Pădurea Neagră. 
Avea o greutate de 78 tf, putere de 2.200 kW și viteza maximă de 90 km/h. 
Rețeaua de contact avea 20 kV și 50 Hz. 
Un model asemănător a fost utilizat și în Franța, astfel de locomotive fiind construite în perioada 1954 - 1960. 
Aveau 85 t, puterea de 2.130 kW și viteza de circulație de 105 - 120 km/h.

#### Locomotiva mono-continuă cu convertizoare rotative
Pentru a transforma curentul alternativ monofazat în curent continuu necesar motoarelor sale, acest tip de locomotivă utiliza convertizorul rotativ format dintr-un agregat format din electromotor monofazat (cuplat la rețeaua de contact prin intermediul unui transformator) care la rândul său era cuplat la un generator de curent continuu. 
În perioada 1954 - 1957, au fost construite în Franța mai multe locomotive de acest tip, destinate in special remorcării trenurilor de marfă de mare tonaj. 
Randamentul mai scăzut a condus ulterior la renunțarea utilizării unor astfel de vehicule rulante.

#### Locomotiva mono-continuă cu redresoare
Curentul de la rețeaua de contact este transformat la o tensiune mai joasă și apoi transformat în curent continuu prin redresoare cu vapori de mercur, mai târziu apărând redresoarele cu diode de siliciu și apoi cele cu tiristoare. 
Aceasta soluție îmbină avantajele alimentării liniei de contact în curent alternativ cu cele ale electromotoarelor de curent continuu.

## Locomotiva electrică în România

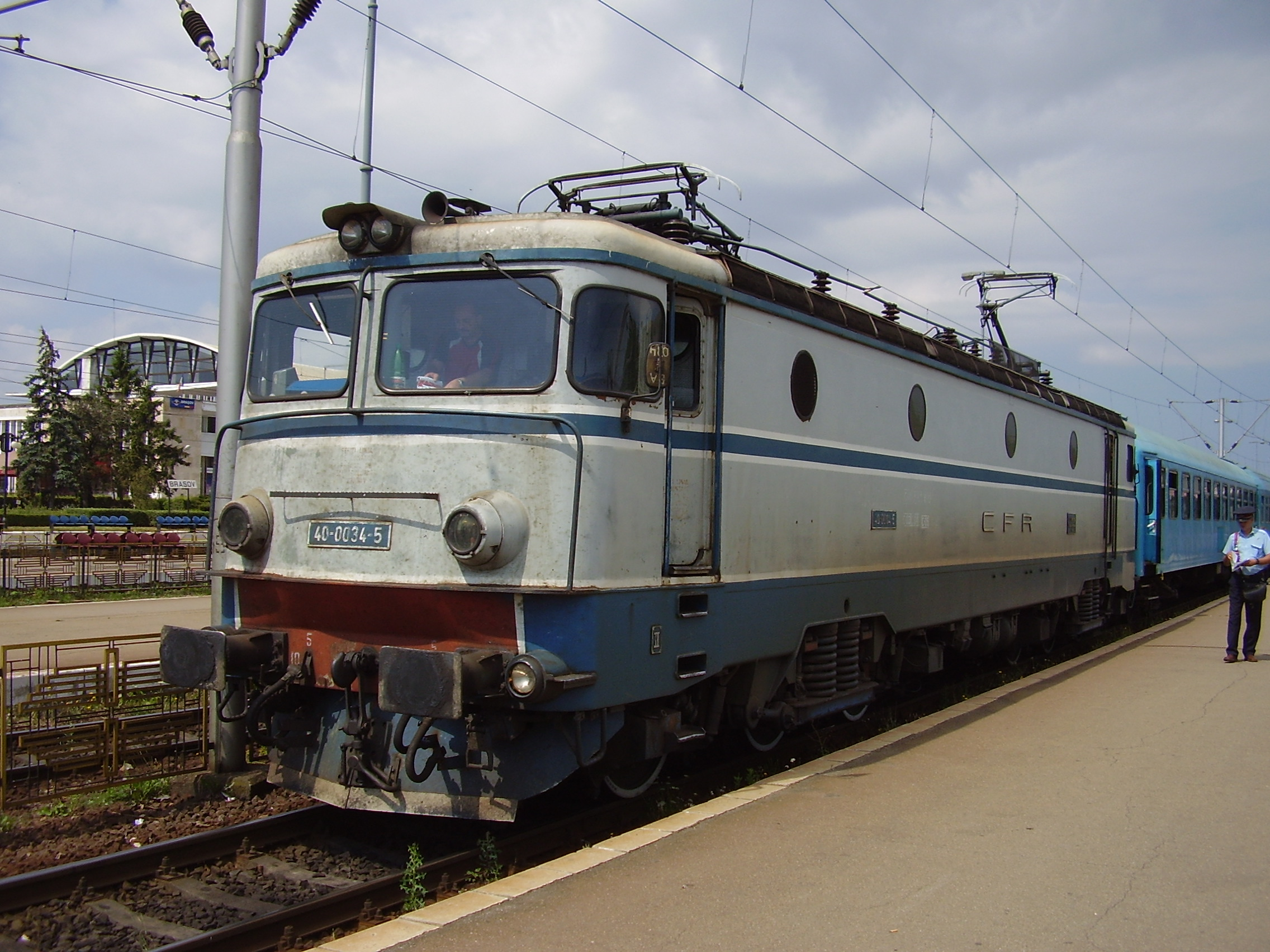
Locomotivă electrică 060-EA

Pe 9 decembrie 1965 au fost introduse în România primele locomotive electrice.
S-a ales dificila secțiune Predeal - Brașov adoptându-se sistemul monofazat de 25 kV și 50 Hz.
Licența a fost furnizată de Allmänna Svenska Elektriska AB, Västerás (ASEA) din Suedia.
Locomotivele aveau o putere de 5.100 kW și o viteză maximă de 120 km/h.
În 1966 începe și în România construcția locomotivelor electrice 060-EA pe baza acestei licențe suedeze, urmată și de realizarea variantei 060-EA1.
Partea electrică și montajul general erau realizate de Electroputere Craiova, iar partea mecanică era asigurată de ICM Reșița.
Aceste două tipuri de locomotive electrice românești se situează printre cele mai moderne locomotive europene.
Caracteristici:
- lungimea între tampoane: 19,8 m;
- greutatea în serviciu: 126 tf;
- puterea continuă (la 69 km/h): 5.100 kW;
- viteza maximă: 120 km/h (pentru 060-EA) și 160 km/h (pentru 060-EA1)

Cu ajutorul locomotivei experimentale tip EA2-122 (1973), s-a atins recordul de viteză al Căilor Ferate Române: 204 km/h și anume pe tronsonul Florești Prahova - Buda.
În 1974 au fost introduse și locomotivele electrice 040-EC si 040-EC1, construite de uzinele Rade-Končar, Zagreb și Industria de mașinării Niș.

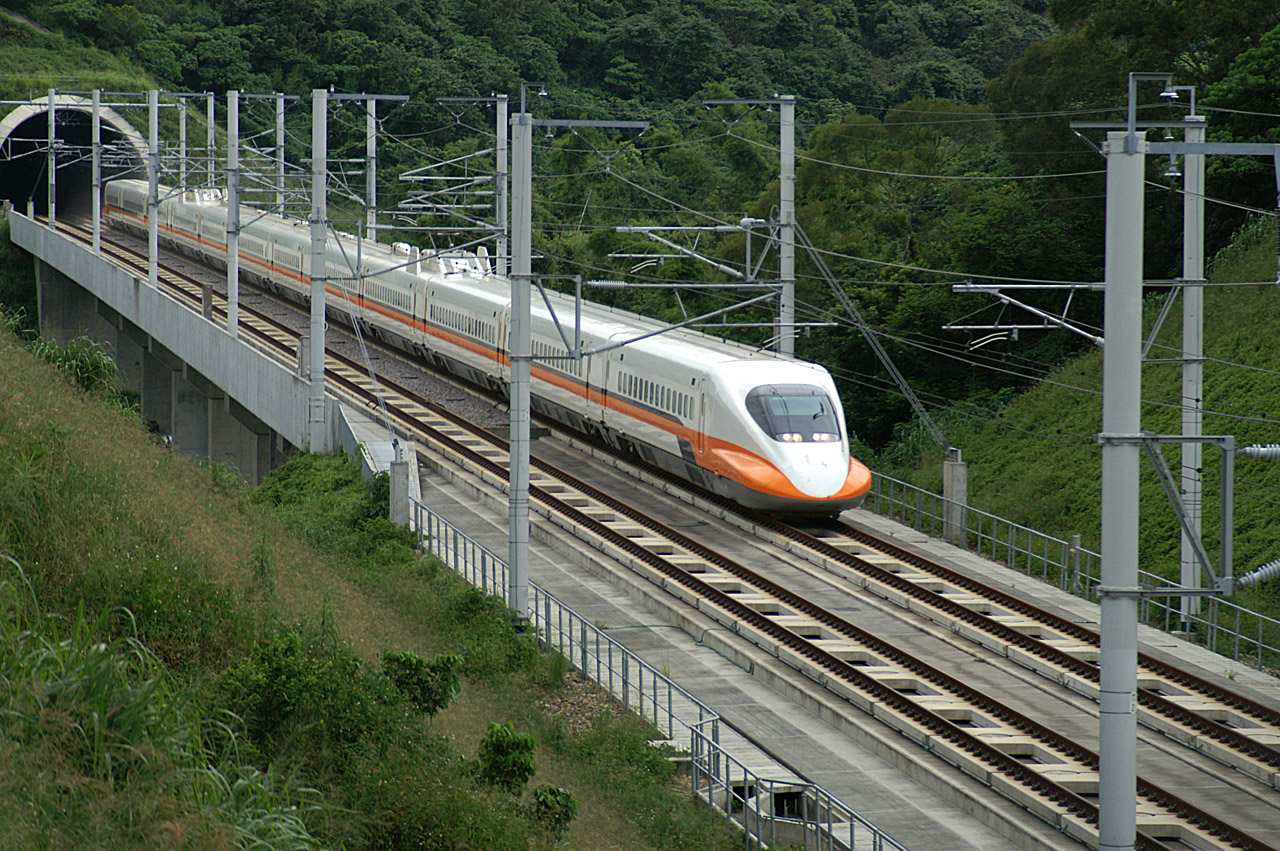
Trenul Shinkansen 700T, 2006

Acestea aveau următoarele caracteristici:
- lungimea între tampoane: 15,89 m;
- greutatea în serviciu: 80 tf;
- puterea continuă: 3.400 kW;
- viteza maximă: 120 km/h (pentru 040-EC) și 160 km/h (pentru 040-EC1).

## Tracțiunea electrică de mare viteză
În 1959, în Japonia începe construcția liniei de mare viteză Tokaïdo - Shinkansen.
Aceasta a fost dată în exploatare la 1 octombrie 1964, cu ocazia Jocurilor Olimpice de la Tokio.
Denumita Shinkansen, aceasta rețea feroviară s-a extins foarte mult, unind majoritatea marilor orașe puternic industrializate și devenind celebră în întreaga lume.
La 30 noiembrie 1979, pe tronsonul Tohoku - Shinkansen, se atinge viteza maximă de 319 km/h.
În perioada anilor 1960 și Franța preia acest concept al liniilor de mare viteză și începe realizarea celebrei rețele TGV (train à grande vitesse).
La 26 februarie 1981 , trenul electric automotor francez TGV atinge pe linia Paris - Lyon viteza record de 380 km/h
Era vorba de o ramă automotoare electrică experimentala TGV-016.
Aceasta era formată din cinci vagoane, avea o lungime de 144 m și o greutate de 307 tf.
Tracțiunea se realiza prin intermediul a 12 electromotoare, fiecare având o putere de 537,5 kW.
Explorarea unui nou domeniu de viteze în transportul feroviar conduce la reevaluarea transportului feroviar
Pentru prima dată, transportul feroviar de călători (pentru distanțe de peste 500 km) devine competitiv cu cel cu avionul.
Ulterior, rețeaua TGV a fost extinsă, realizând legături rapide între marile orașe franceze.
La 3 aprilie 2007 atinge recordul mondial de viteză pentru tracțiunea feroviară clasică și anume 574.8 km/h.

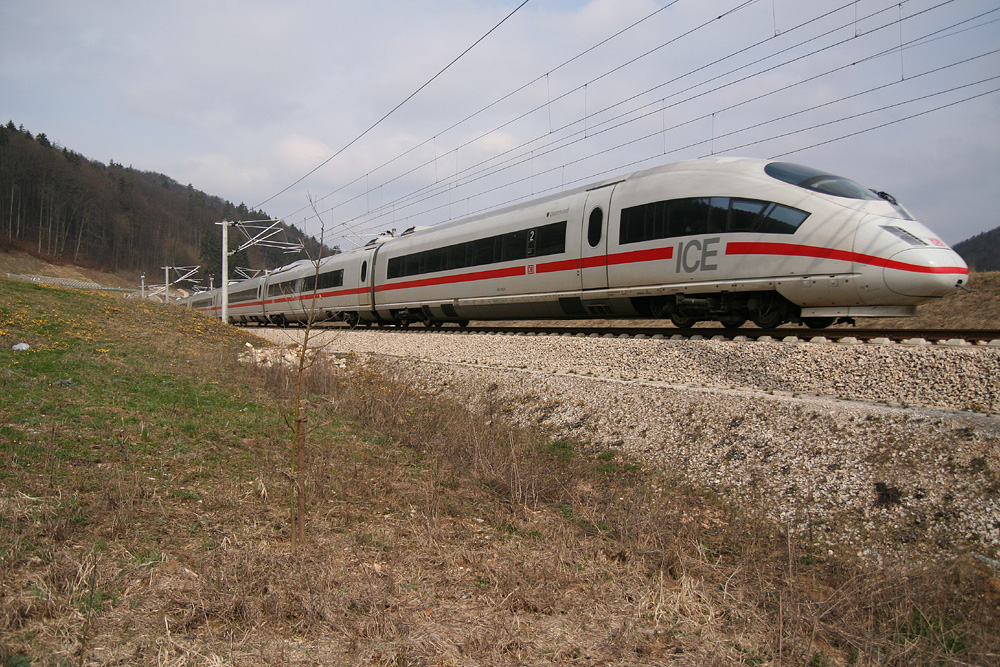
Intercity ICE3, Nürnberg–Ingolstadt, viteza maximă 300 km/h

Succesul repurtat de TGV a determinat și alte țări europene ca: Germania, Belgia, Italia, Spania, să construiască linii de mare viteză.
Din 2007, între Lorraine și Champagne-Ardenne, se circula cu o viteză maximă de 279,3 km/h.

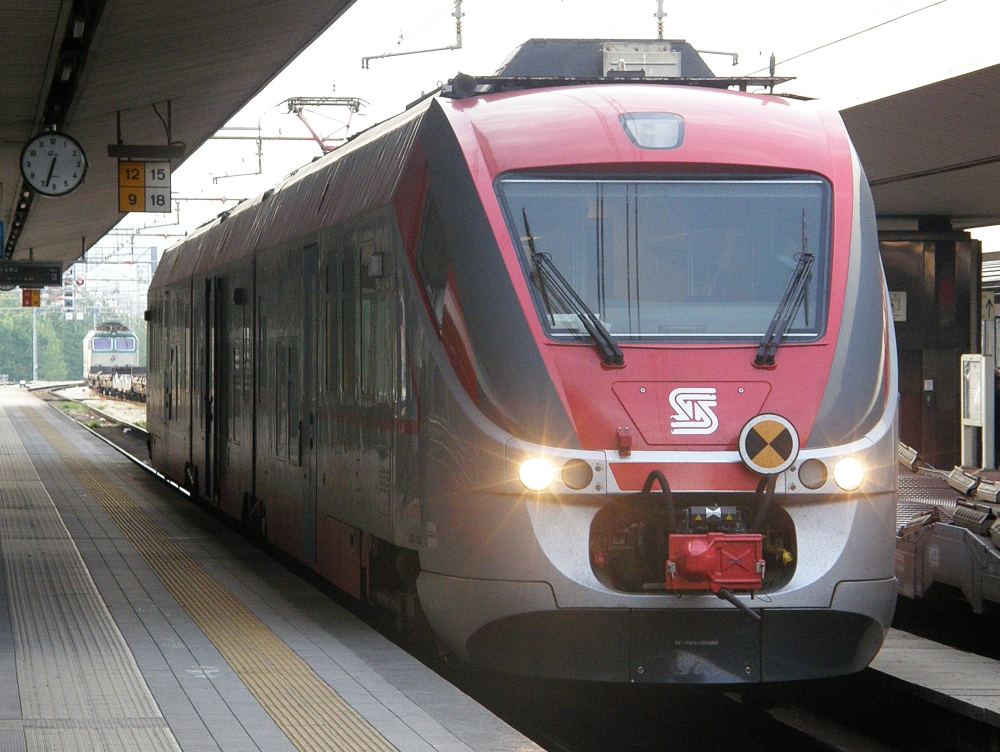
Trenul Minuetto

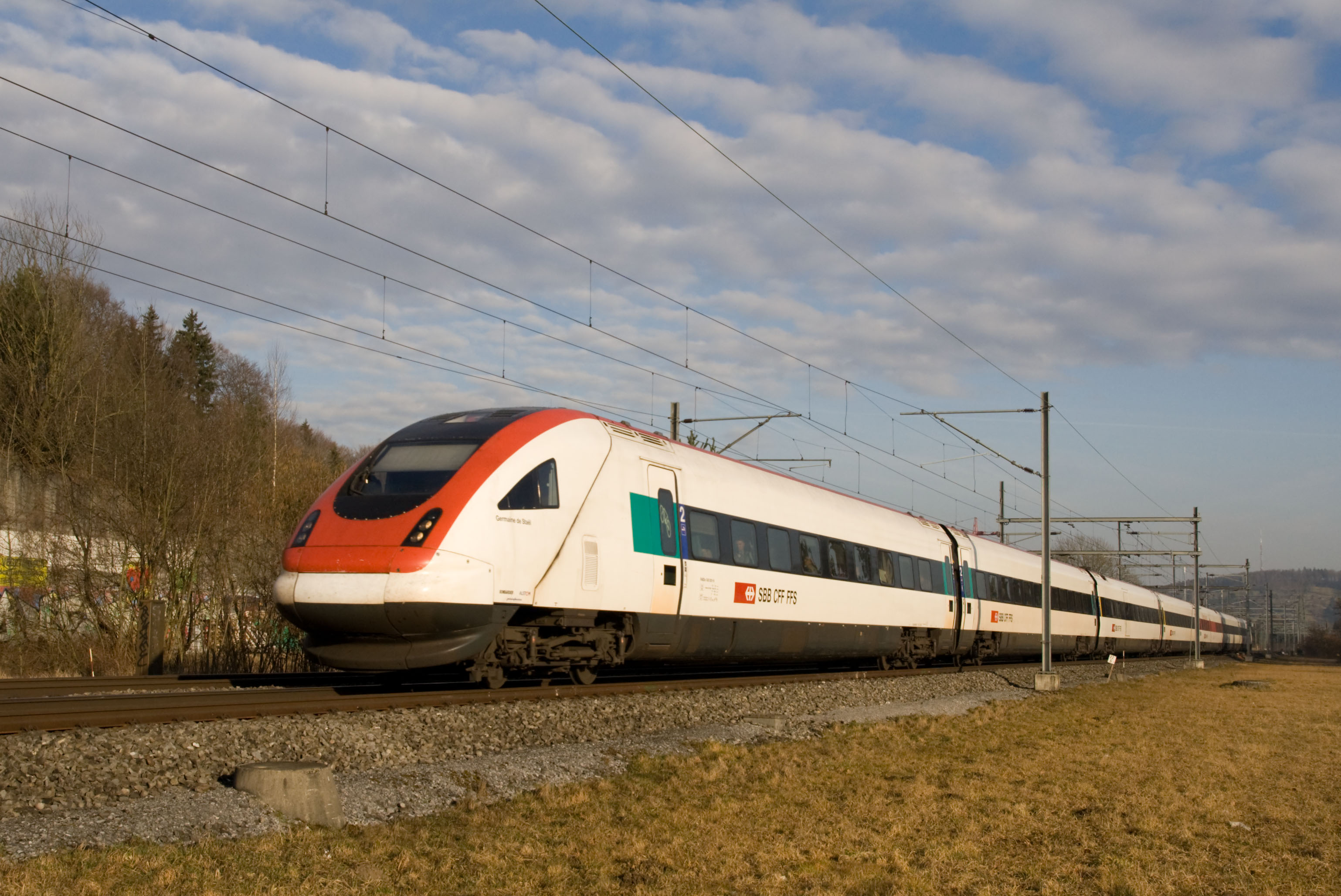
Trenul elveţian Intercity-Neigezug